# Chabi
La emperatriz Chabi (en mongol: Чаби хатан,ᠴᠠᠪᠢ ᠬᠠᠲᠤᠨ ;en chino, 察必皇后, c. 1216–1281) fue una emperatriz consorte Khongirad de la dinastía Yuan en China, casada  con Kublai Khan. Como tal, fue la primera emperatriz mongol de China.

## Vida
Nació alrededor de 1216, hija de Alchi Noyan, hermano de Börte de la tribu Khongirad y su esposa, póstumamente llamada Princesa Jining, sin nombre. Se casó con Kublai en 1239 como su segunda esposa y le dio cuatro hijos. Tuvo importante influencia política y diplomática, especialmente en complacer a las masas chinas a través de la reconciliación con el confucianismo. La compararon con Börte por su reputación. Fue descrita como extremadamente hermosa y encantadora por Rashid al-Din.

Möngke Khagan falleció en 1259 mientras Kublai estaba en campaña contra la dinastía Song. Ella previno a su esposo sobre los avances de Ariq Böke. Después de la conquista de China, sugirió un mejor tratamiento de la familia imperial Song del norte de China, a saber, la Emperatriz Quan en 1276. También introdujo una nueva moda en la corte sobre el uso de sombreros. Chabi también promovió el Budismo en los altos niveles del gobierno con fiereza. También nombró a su hijo bajo la influencia del budismo. Medió en disputas religiosas entre Kublai y Phagpa, apoyando a este último tanto económica como políticamente. También fue patrona de Zangpo Pal.
Falleció en 1281, probablemente organizando que su sobrina Nambui se casara posteriormente con Kublai. Póstumamente su nieto Timur Kan la renombró Emperatriz Zhaorui Shunsheng (昭睿順聖皇后).

## Familia
Tuvo cuatro hijos con Kublai, todos ellos enfermizos y con problemas físicos:
1. Príncipe Dorji (b.c. 1240, d. 1263) — director de la Secretaría imperial y jefe de la Oficina de Asuntos Militares a partir de 1261.
2. Príncipe Zhenjin (1243 – 1285) — Príncipe de Yan (燕王).
3. Manggala (c. 1249-1280) — Príncipe de (安西王).
4. Nomughan (d. 1301)  — Príncipe de Beiping (北平王).